# Macho Man (canción)
«Macho Man» es una canción del grupo estadounidense de música disco Village People, lanzada como el segundo sencillo y la canción principal de su álbum Macho Man.
Entró en el Billboard Hot 100 el 24 de junio de 1978, antes de tener más difusión en las radios para volverse famosa en agosto. Se convirtió en el primer gran éxito de los Village People, alcanzando el número 25 en los Estados Unidos. En Australia llegó al puesto número 3, en Nueva Zelanda al 7 y alcanzó el puesto 16 de la RPM Top Singles de Canadá.

## Vídeo musical
En el video musical se ve a los miembros de la banda haciendo ejercicio y bailando en un gimnasio mientras interpretan la canción. Al principio, se ve a David Hodo recogiendo su casco, pero los demás siguen actuando como si nada hubiera pasado.

## Posicionamiento en listas
| Listas (1978)                             | Máxima posición |
| ----------------------------------------- | --------------- |
| Australia (Kent Music Report)             | 3               |
| Canadá (RPM Top Singles)                  | 16              |
| Finlandia (The Official Finnish Charts)   | 26              |
| Nueva Zelanda (Recorded Music NZ)         | 7               |
| Estados Unidos (Billboard Hot 100)        | 25              |
| Estados Unidos (Billboard LyricFind U.S.) | 8               |
| Estados Unidos (Hot Dance Club Songs)     | 4               |

## En la cultura popular
- La canción se escucha cómicamente en muchas películas, como Terminator 3: La rebelión de las máquinas, In & Out, Addams Family Values.
- La canción también es el tema principal de la nueva versión de El profesor chiflado y su secuela.[10]
- En el episodio "Homer Loves Flanders" de la serie animada Los Simpson, Homer Simpson cantó esta canción como "Nacho Man, yo quiero ser un nacho man".
- En un capítulo de la historieta semanal FoxTrot, Jason Fox y su amigo Marcus cantar el estribillo una y otra vez para molestar hermana de Jason Paige, quien se queja, "Ojalá no me haya dicho que odio esa canción." Marcus le pregunta: "Es "Macho" o "Nacho"?".
- En el episodio de Scrubs "My New Suit" J.D. sueña con jugar Macho Man para bebés a prueba su "homosexualidad".
- En la segunda temporada de Friends "The one where Ross finds out" se utiliza cuando Monica y Chandler se está resolviendo.
- La canción fue "cantada" por el Pato Donald en el lanzamiento de Disney audio Mickey Mouse Disco.
- La canción es interpretada por Link Hogthrob y Gonzo the Great en El Show de los Muppets del episodio 405.
- En el tercer episodio de Buffy, la cazavampiros mueva el personaje del título en y alrededor de la cocina cantando la canción.
- Saturday Night Live hicieron una parodia de la canción, llamada «Matzo Man»
- En la serie animada King of the Hill la canción suena mientras que Bill está funcionando.